# والتر آصف
والتر ملوند آصف (31 مايو 1913 – 14 يناير 1988) كان سياسيًا كنديًا، وفودفييليان سابق، وشغل منصب رئيس بلدية مدينة ثاندر باي، أونتاريو. وكان أول رئيس بلدية، والعمدة الوحيد حتى الآن، الذي تم انتخابه لفترتين متقطعتين. انتخب لأول مرة في عام 1973 وخدم حتى عام 1978. بدأت ولايته الثانية عندما أعيد انتخابه عام 1981 واستمرت حتى عام 1985.
ولد والتر في 31 مايو 1913 في Sioux Lookout، أونتاريو لجون حنا خليفي آصف، وهو مواطن من حصرون، لبنان، وماريا روزا بنتيادو، وهي من مواليد البرازيل. وتوفى والتر في 14 يناير 1988.
أثناء عمله كعمدة، كان لقبه «جولي والي». يقال إن الأمير فيليب صاغ هذا المصطلح، مشيرًا إليه على أنه «العمدة الصغير المرح من خليج الرعد». لم يره سلفه كرئيس للبلدية شاول لاسكين بهذه الطريقة بل وجده مزعجاً وغير متعاون. في فترة ولايته الثانية، شجب العديد من المراقبين سلوكه في المجلس باعتباره مسيئًا.
من بين القضايا التي أثيرت بقوة ضده، كانت بناء مجمع فنون مستقل في المدينة. عندما تم بناء قاعة المجتمع (كما هو معروف الآن)، تعهد والتر آصف بعدم حضور الافتتاح الكبير أو الدخول إلى المبنى. وكشعبوي، تظاهر آصف ذات مرة مستخدماً بقرة.

## قائمة المراجع
- Peter Raffo, "Municipal political culture and conflict of interest at the Lakehead, 1969–1972," Thunder Bay Historical Museum Society Papers and Records, 26 (1998), 26-45.